# Erilophodes toddi
Erilophodes toddi är en fjärilsart som beskrevs av Charles V. Covell 1963. Erilophodes toddi ingår i släktet Erilophodes och familjen mätare. Inga underarter finns listade i Catalogue of Life.